# Linux Format
Linux Format – brytyjskie czasopismo poświęcone rodzinie systemów Linux. Zostało założone w marcu 2000.
Jego wydawcą jest Future plc.
W 2013 roku funkcję redaktora objął Neil Mohr.